# Yuta Kamiya
Yuta Kamiya (født 24. april 1997) er en japansk fodboldspiller, som spiller for den japanske fodboldklub Ehime FC.